# Alexander Ogilvy, 7. Lord Banff
Alexander Ogilvy, 7. Lord Banff (* zwischen 1714 und 1727; † 1. September 1771), war ein schottischer Adliger.
Er entstammte einer Nebenlinie des Clan Ogilvy. Er war der einzige Sohn des Alexander Ogilvy, Younger of Forglen (1687–vor 1727), aus dessen Ehe mit Jane Frend. Sein Großvater väterlicherseits war Alexander Ogilvy, Lord Forglen (nach 1649–1727), der der zweitgeborene Sohn des George Ogilvy, 3. Lord Banff (1649–1713), war, am 24. Juni 1701 zum erblichen Baronet, of Forglen in the County of Banff, und als Richter am Court of Session auf Lebenszeit zum Lord Forglen erhoben wurde. Da sein Großvater seinen Vater überlebte, erbte Ogilvy beim Tod des Ersteren am 30. März 1727 noch als Minderjähriger dessen Titel als 2. Baronet.
Als im November 1746 auch sein Cousin zweiten Grades Alexander Ogilvy, 6. Lord Banff (1718–1746), unverheiratet und kinderlos starb, erbte er von diesem auch den 1642 geschaffenen Titel Lord Banff, sowie den 1627 geschaffenen Titel Baronet, of Forglen in the County of Banff.
Am 2. April 1749 heiratete er in Edinburgh Jean Nisbet (vor 1734–1790), Tochter des William Nisbet, Laird of Dirleton. Mit ihr hatte er vier Söhne und fünf Töchter
- Alexander Ogilvy, Master of Banff († 1763);
- William Ogilvy, 8. Lord Banff († 1803);
- Hon. Archibald Ogilvy († 1763);
- Hon. David Ogilvy († 1796), Captain der British Army, Unterhausabgeordneter;
- Hon. Jean Ogilvy ⚭ Sir George Abercromby, 4. Baronet (1750–1831);
- Hon. Sophia Ogilvy;
- Hon. Janet Ogilvy (um 1753–1835) ⚭ 1797 Rev. John Willison;
- Hon. Mary Ogilvy († 1789) ⚭ 1780 Alexander Murray of Aytoun;
- Hon. Grace Ogilvy.

Als er 1771 starb, beerbte ihn sein Sohn William als 8. Lord Banff.